# Familia Vildósola
La familia Vildósola es un antiguo e ilustre linaje de la nobleza española, originario del País Vasco. Radicó en Aránzazu, Ceánuri, Bilbao, Yurre, San Sebastián, Astobiza y Amurrio. Durante el colonialismo español se asentó en Chile, México, Argentina, Perú, Filipinas y Cuba.

## Orígenes
El linaje de esta familia fue fundado en 1190 por el hidalgo Sancho Pérez de Vildósola en el Valle de Arratia (Vizcaya), donde la familia tiene su sepultura distinguida como nobles hidalgos y vizcaínos originarios. Sin embargo, en el archivo familiar se encuentran datos sobre la participación de Alonso y Sancho de Vildósola en la Batalla de Padura (mediados del siglo IX).
Ochoa Ortiz de Vildósola firmó las treguas de Avendaño con Bilbao en 1353. De su descendiente, Martín Ochoa de Vildósola, se conserva en el Museo Vasco de Bilbao una lauda flamenca de bronce, fechada en 1401. 
Ochoa y Juan de Vildósola, gamboínos del Valle de Arratia, participaron en el ataque a Mondragón en 1448.
En 1523, Catalina de Vildósola y Simón -hija de Pedro Ortiz de Vildósola y de Antonia Simón, y nieta por línea paterna de Martín Sáenz de Vildósola y Catalina de Vildósola-,  emparentó con el linaje de los Gamboa, al contraer matrimonio con Francisco de Gamboa y Avendaño. Fueron padres de Francisco de Gamboa y Vildósola. En el contrato matrimonial firmado entre Catalina de Vildósola y Pedro de Gamboa, el 29 de noviembre de 1523, se ordenaba que no se dejase de usar como primero y principal su apellido y blasón, para aquellos que poseyeran el mayorazgo.
Las armas de este linaje se organizan en un escudo de tipo francés de gules, terrasado de sinople, un tronco de árbol seco con ramas, y bajo el tronco un cordero de plata; en jefe, una flor de lis de oro. Va acompañado de una inscripción: “No el ser pacífico quita el ser valeroso y fuerte, no se rehúsa la muerte cuando la razón lo incita”. La flor de lis le fue concedida por matar a un caballero francés en defensa del Rey. Y las ramas secas simbolizan no haber recibido el premio debido a sus heroicos servicios.

## SiglosXVIIIaXX
Durante el siglo XVIII, una de las calles de San Sebastián, hoy Fermín Calbetón, era conocida por el nombre de esta familia, ya que ésta poseía un palacio en dicho emplazamiento, ante el cual hacía parada la procesión de la Virgen del Coro, por haberla obsequiado con los tres ángeles de plata que la adornan.
Agustín de Vildósola (Villares. España - 1754, Pitic, Nueva España) gobernador y capitán general de las Provincias de Sonora y Sinaloa. Tomó parte en diversas expediciones armadas para perseguir y castigar a los indios rebeldes y adquirió los terrenos del antiguo pueblo del Pitic, que convirtió en hacienda e introdujo allí el cultivo de la vid. Fue el primer gobernador que trató de impulsar armadores para que se dedicaran al buceo de perlas en el golfo de California. 
Gabriel Antonio de Vildósola y Gamboa y de la Puente (Castillo – Elejabeita 1722-1778) fue capitán de  dragones en el presidio de Fronteras (Sonora- Nueva España).  En 1746 se casó con Gregoria de Anza y Becerra (enlace roto disponible en Internet Archive; véase el historial, la primera versión y la última)., hermana de Juan Bautista de Anza. Su única hija, Gregoria de Vildósola contrajo matrimonio, cuando contaba 17 años de edad, con Joaquín Torres Luque en agosto de 1771. En menos de dos meses enviudó, dando a luz, meses más tarde, a un hijo póstumo, José Luis Torres Vildósola (enlace roto disponible en Internet Archive; véase el historial, la primera versión y la última)., que uniría ambos apellidos, siguiendo la orden del contrato matrimonial que se había firmado dos siglos antes. Tras este acontecimiento, deciden regresar a su tierra. El 20 de febrero de 1793, José Luis obtiene un expediente de hidalguía, en el que aparecen nombradas las “casas solares e infanzonas de Vildósola y Gamboa”.  Casó con la bilbaína Cayetana Urquijo Abendaño.  Uno de sus nietos, Leonardo Torres-Vildósola Quevedo, fue un brillante ingeniero. Se le atribuyen numerosos inventos, entre ellos el proyecto de un dirigible que solucionaba el problema de suspensión de la barquilla, la construcción del primer dirigible español –con la ayuda de Alfredo Kindelán-, en el Servicio de Aerostación Militar del Ejército, creado en 1896. En 1895 presentó la Memoire sur les machines algebraiques en un Congreso en Burdeos. Posteriormente, en 1900, presentó la Memoria Machines á calculer en la Academia de Ciencias de París. Eran una especie de calculadoras analógicas que resolvían ecuaciones matemáticas. En 1907, construyó el primer transbordador apto para transportar personas, y quedó instalado en el Monte Ulía de San Sebastián. Pero fue con el Spanish Aerocar, el transbordador de las cataratas del Niágara inaugurado el 8 de agosto de 1916, con el que alcanzó mayor fama. En 1903, presentó el Telekino ante la Academia de Ciencias de París, y el 6 de septiembre de 1906, en presencia del Rey Alfonso XIII y ante una gran multitud, hizo una demostración del Telekino en el puerto de Bilbao, maniobrando un bote desde la terraza del Club Marítimo del Abra. El Telekino ha sido reconocido por la IEEE en el año 2006 como Milestone, un hito para la historia de la ingeniería a nivel mundial. En 1912 construyó el Autómata Ajedrecista. En sus últimos años inventó un sistema para guiarse en las ciudades, que patentó en Gran Bretaña y España, la paginación marginal de los manuales (patentes n.º 99176 y 99177) y el puntero proyectable, también conocido como puntero láser (patente n.º 116770). Leonardo murió en Madrid el 18 de diciembre de 1936. El 28 de diciembre de 2012, coincidiendo con su 160.º aniversario, el buscador de Internet Google le dedicó un “doodle”.
Entre los descendientes de Ventura Ignacio de Vildósola y Gamboa y de la Puente (nacido en Castillo – Elejabeitia 1726) hermano de Gabriel, destacan su nieto Antonio Cirilo de Vildósola Labayen (Ceberio, 1793 - Bilbao. 1835) Regidor de la Villa de Bilbao, es conocido por su aparición en Luchana, uno de los Episodios Nacionales del autor Benito Pérez Galdós. Casó con la bilbaína Eugenia de Landecho Saráchaga (Bilbao 1798 – Valladolid, 1874), hija de Fernando Landecho y Gómez de la Torre, síndico procurador general de Vizcaya. Fue apoderado de Manuela de Mazarredo, viuda de Romualdo Landecho –su cuñado-, por ella y por su hijo José de Landecho Mazarredo, quien se casaría con Pilar Jordán de Urríes y Salcedo. Eugenia, al enviudar prematuramente, marchó con sus hijos a Valladolid, donde Antonio Florencio de Vildósola Landecho (Bilbao, 1817 – Valladolid, 1875) estudió la carrera de Derecho y fue alcalde entre 1857 y 1859. Estaba casado con Teresa Fernández de la Torre, hermana del también alcalde de la misma ciudad, Calixto Fernández de la Torre. Durante su mandato, la Catedral de Valladolid se erigió en sede metropolitana, se presentó el proyecto de un nuevo teatro, tuvo lugar una visita de la Reina Isabel II, se paralizó la financiación del Puente Colgante por falta de recursos económicos, y se constituyó el Círculo de Recreo de Valladolid. Su hija Aurora Vildósola Fernández se casó con Luis Mackenna Benavides, Capitán General de Andalucía.

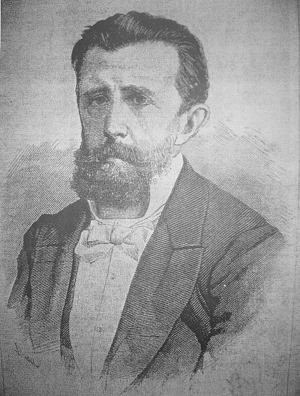
Antonio Juan de Vildósola

Emilio Muruaga Vildósola (1830 – 1909), descendiente de Ventura, bilbaíno de origen. Fue Ministro Plenipotenciario de España en México (23 de diciembre de 1875 – 17 de febrero de 1882), en Amberes y en Viena. Otro de sus primos, Antonio Juan de Vildósola y Mier, fue un reconocido periodista, director de las publicaciones Altar y Trono, La Esperanza, y La Fé, de ideología carlista, la misma que le llevó a ser diputado en las Cortes. Así mismo, tenía participaciones en la Sociedad Ybarra y Mier.
Eduardo Coste Vildósola (Vitoria, 1822 – Bilbao, 1914) marqués de Lamiaco. Fue presidente de la Junta de Obras Públicas de Bilbao. Se casó con Dolores Aguirre y Labroche.
Álvaro Alcalá–Galiano Vildósola (Bilbao, 1873 – Paracuellos 27 de noviembre de 1936). Conde del Real Aprecio, Mayordomo de semana del Rey Alfonso XIII y Maestrante de la Real de Zaragoza. Fue pintor artístico. Sus maestros fueron Antonio Lecuona y Adolfo Guiard. Se formó en el estudio de Jiménez Aranda y posteriormente en el de Joaquín Sorolla, del que fue uno de sus más notables discípulos. Colaboró en el diario ABC. Fue organizador de exposiciones en Bilbao y San Sebastián y presidente de la Asociación de Pintores y Escultores Españoles. Se centró en las escenas costumbristas. Fue fusilado en Paracuellos de Jarama durante la Guerra Civil por pertenecer a la organización política Acción Española.
Carlos Silva Vildósola (Chile, 1870 – 1939), periodista, escritor y diplomático. Trabajó en los periódicos El Porvenir, El Chileno y El Mercurio, del que fue director. Fue corresponsal en la Primera Guerra Mundial. Fue miembro de la Academia de la Lengua Chilena. Entre sus obras se encuentran La Montaña, Brisas del mar, Del dolor y la muerte, Retratos y recuerdos, etc. En una ocasión afirmó: 

los periodistas creamos cada mañana una obra completa, una historia del día que pasó; escribimos todas las noches el poema de los dolores y alegrías del mundo; contamos las tragedias de los pueblos y hacemos su epopeya. Pero ese volumen frágil, sin consistencia, porque fue improvisado, vive sólo unas horas, nace con el Sol, y al medio día está olvidado.

Gabriela Mistral se refería a él, como un maestro conformador de la raza chilena, un hombre que no perdió la bondad criolla.

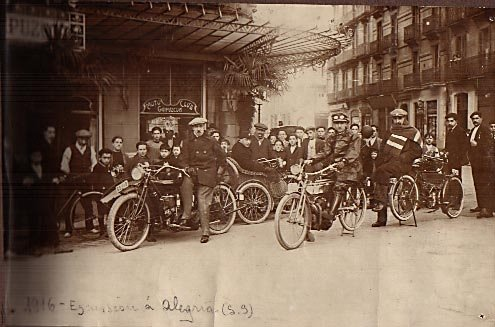
Excursión a Alegría de Antonio de Vildósola Montemayor. 1916

Antonio de Vildósola Montemayor (Valencia 1883 – San Sebastián 1952) fue un empresario dedicado al motociclismo, fue uno de los pioneros en introducir el Side-car en España, y uno de los primeros miembros del Real Motoclub de Guipúzcoa. Participó en numerosas carreras nacionales, y en algunas resultó vencedor. Poseía, además una tienda - taller de motocicletas Indian, en San Sebastián. Estaba casado con Concepción Larrucea Lámbarri, hija de José Larrucea Gastañasatorre –presidente de la Diputación de Vizcaya, y corredor marítimo-, y de Paula Lámbarri Landaluce. Durante la guerra civil española, uno de sus hijos, Ignacio, fue capturado y hecho prisionero por el bando republicano, pasó 150 días de cautiverio en las cárceles del  Kursaal, el barco prisión Aránzarumendi y el Carmelo. Sus primos hermanos, los Larrucea Samaniego, y su tío Carlos Larrucea Lámbarri, corrieron peor suerte, y fueron asesinados en el barco prisión Cabo Quilates. De esta manera, su tía Mª Samaniego Frías, baronesa de Camporredondo, quedaba viuda, y sus primas, huérfanas. Una de ellas, Mª Josefa, contrajo matrimonio en Valladolid con José Antonio Girón de Velasco.

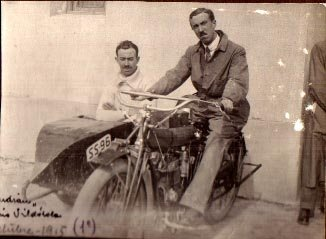
Antonio de Vildósola Montemayor en un side-car Indian.

Sergio Vildósola y Ponce de León (La Habana, 1933) V marqués de Aguas Claras y VIII conde de la casa de Ponce de León y Maroto. Es un abogado cubano, residente en Miami.